# Interstate 5
Interstate 5 (afgekort I-5) is een Interstate highway in de Verenigde Staten. De snelweg begint bij de grens met Mexico, waar de I-5 aansluiting heeft met de Mexicaanse snelweg MX-1, en eindigt op de grens tussen de Verenigde Staten en Canada, bij het plaatsje Blaine. 
In Californië vormt de State Route 99 een alternatieve route op de Interstate 5 in de Central Valley.

## Lengte

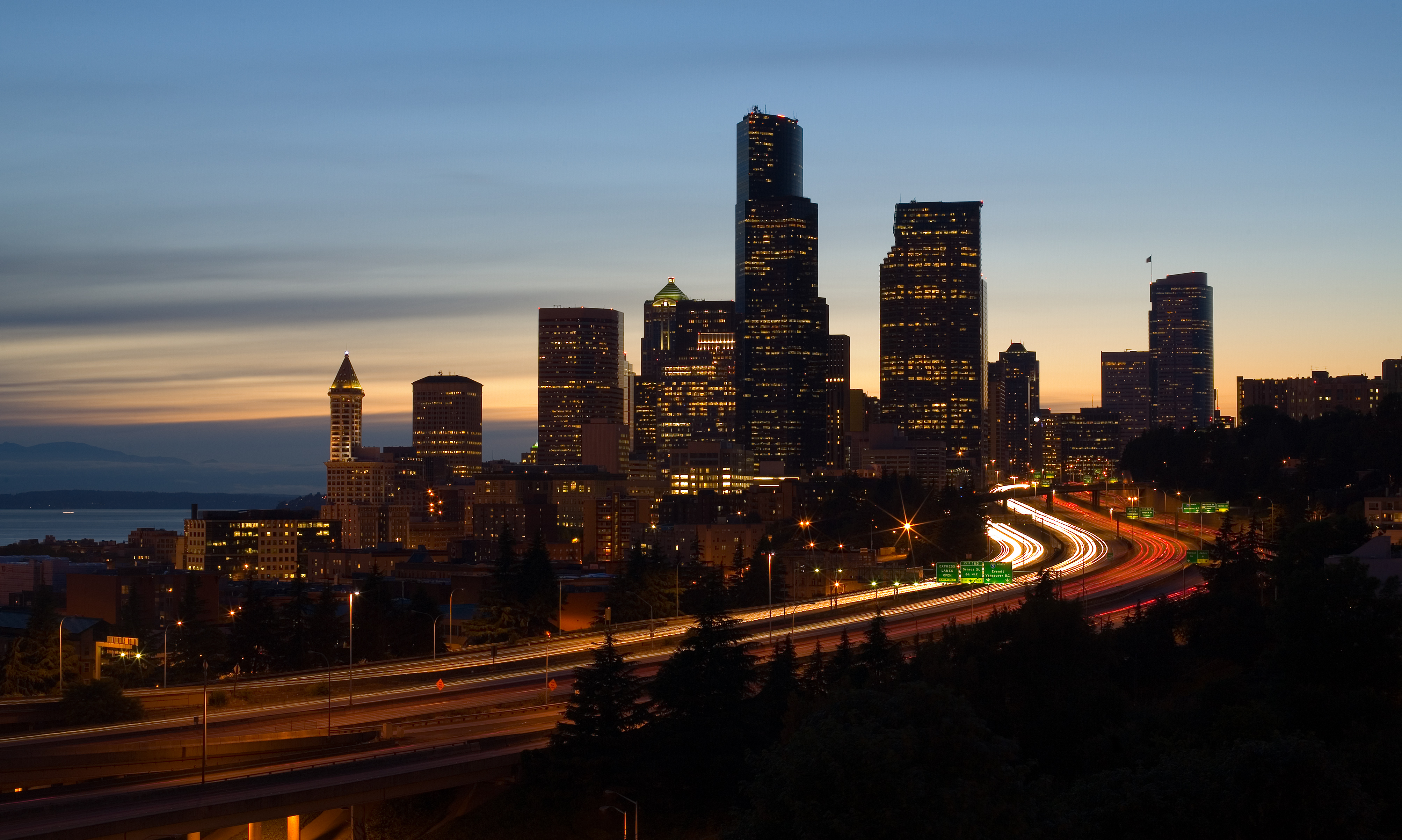
Interstate 5 in Seattle

| Staat      | km   | mijl |  |
|            |      |      |  |
| Californië | 1282 | 796  |  |
| Oregon     | 495  | 308  |  |
| Washington | 445  | 277  |  |
|            |      |      |  |
| Totaal     | 2222 | 1381 |  |

## Belangrijke steden aan de I-5
San Diego - Los Angeles - Sacramento - Eugene - Salem - Portland - Olympia - Tacoma - Seattle